# François Alday
Francois Alday, anomenat el Jove (n. 1760 a Maó - Dublín, (Irlanda) 1835, virtuós de violí i compositor.
Pertanyent a una família de mandolinistes i violinistes francesos, oriünds de Perpinyà. El primer que és coneix, va néixer el 1735, fou músic distingit el qual inicià els seus dos fills en l'art de la música:
Francois Alday va estudiar violí amb Viotti el 1785. Des del 1783 fins al 1789 va actuar unes 25 vegades com a solista als "Concerts spirituels", on va actuar almenys dos dels seus concerts (el segon i el quart) interpretant obres de compositors com Jarnović o Viotti. (Les ressenyes d'aquest concert esmenten sovint el nom d'Alday el jove, però probablement també sigui el nom si només se li dona el cognom.) Fétis va suposar que Francois Alday ja va anar a Anglaterra el 1791. Després d'una breu estada a Londres, se'n va anar a Oxford. L'"Oxford Journal" de Jackson va anunciar el 25 de maig de 1793: <"Mons. Alday, que va ser el cèlebre intèrpret de violí de París, i que els seus talents musicals s'han trobat amb una aprovació tan general a la Metropolis [Londres] aquí, participa en els nostres concerts de subscripció i dirigirà la banda el dilluns que ve">.
El seu germà, n. el 1765, després de completar la seva educació artística sota la direcció de Viotti, s'establí a Edimburg, descollant com a compositors ambdós germans compongueren un excel·lent mètode de violí que, traslladat a l'italià, publicà la casa Lucca de Milà.
Algunes composicions dels germans Alday: Grand Symphony No.2 in D major; Pastorale Overture in B-flat major; Potpourri for String Trio.